# Chautipa, Tecoanapa
Chautipa är en ort i Mexiko.   Den ligger i kommunen Tecoanapa och delstaten Guerrero, i den södra delen av landet, 260 km söder om huvudstaden Mexico City. Chautipa ligger 443 meter över havet och antalet invånare är 810.
Terrängen runt Chautipa är huvudsakligen kuperad, men västerut är den bergig. Runt Chautipa är det ganska tätbefolkat, med 52 invånare per kvadratkilometer. Närmaste större samhälle är Tierra Colorada, 16,7 km nordväst om Chautipa. Omgivningarna runt Chautipa är en mosaik av jordbruksmark och naturlig växtlighet.